# Hiroyuki Yoshinaga
Hiroyuki Yoshinaga (吉永 弘幸, Yoshinaga Hiroyuki), né le 27 février 1990 est un archer japonais.

## Biographie
Yoshinaga monte pour la première fois sur le podium des championnats du monde en 2009 en remportant le bronze à l'épreuve par équipe. En 2011, il remporte l'argent aux Universiade.

## Palmarès
- Championnats du monde[1]
  -  Médaille de bronze à l'épreuve par équipe hommes à la championnats du monde de 2009 de Ulsan (avec Hiroshi Yamamoto et Hideki Kikuchi).

- Universiade[1]
  -  Médaille d'argent à l'épreuve par équipe homme aux Universiade d'été de 2011 à Shenzhen.